# سلا، سوئیس
شهر سلا  در بخش لوگنو در ایالت تیسینودر کشور سوئیس واقع شده‌است که ۲٬۳۰۰ نفر جمعیت دارد.